# Eduardo Barriobero
Eduardo Barriobero y Herrán (Torrecilla en Cameros, 1875-Barcelona, 1939) fue un escritor, latinista, traductor y político republicano federal español próximo también a la Confederación Nacional del Trabajo. Fue elegido diputado en 1914, 1918, 1919 y 1931. 

## Biografía
Nacido en 1875 en Torrecilla en Cameros, provincia de Logroño, estudió el Bachillerato en Logroño y Medicina y Derecho en la Universidad de Zaragoza. Cuando acabó la carrera (1900) se estableció en Madrid. En Zaragoza fundó la Juventud Republicana Federal. Desde 1907 tuvo a su cargo en Madrid la defensa de importantes procesos políticos y sociales. Allí fue miembro de la agrupación cívica Acción Democrática de Ernesto Bark, redactor de la revista Germinal, que defendía un frente político único de republicanos, socialistas y anarquistas. También se relacionó con otros escritores bohemios como Alejandro Sawa Martínez, Eduardo Zamacois, Emilio Carrere y Carmen de Burgos. En 1903 ingresó en la Unión Republicana y en 1910 formó parte del grupo de republicanos federales partidarios de participar en las elecciones conjuntamente con el Partido Republicano Radical.

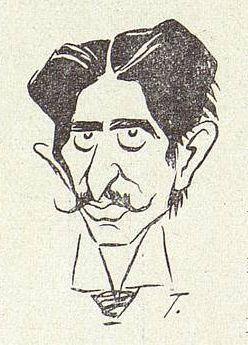
Caricaturizado hacia 1907

Por entonces escribió una monografía sobre el historiador romano Suetonio y tradujo su Vida de los doce césares (1907). Al año siguiente publicó la que según el gran crítico Julio Cejador es la novela histórica "más clásica en fondo y forma que se ha escrito en España y puede pasearse con las mejores de fuera de ella", Syncerasto, el parásito (1908). Seguirán más traducciones del latín, el griego, el alemán, el francés, el inglés... Su fecunda labor como hombre de letras y humanista no ha sido investigada, aunque es tan importante al menos como la que siguió como político y jurista. Por entonces frecuenta la tertulia literaria de la escritora feminista Carmen de Burgos. En 1913 también fue miembro de la Liga Española para la Defensa de los Derechos del Hombre y fundador de la Liga Anticlerical Española.
Se atrajo las simpatías de la CNT por su singular oratoria y porque dedicó sus conocimientos como abogado a defender militantes obreros, lo que le valió a menudo ser encarcelado y tres intentos de asesinato por parte del Sindicato Libre. Defendió a los implicados en los sucesos de Cullera de 1911, a los de los sucesos de Cenicero de 1915 (una huelga que acabó con la muerte de un guardia civil) y a los participantes en la huelga general de 1917. Ingresó en la CNT en 1912.

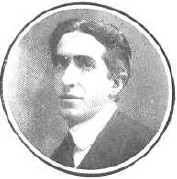
Barriobero en 1916

Fue elegido diputado por Madrid por la Conjunción Republicano-Socialista en las elecciones generales de 1914, pero después fue escogido como republicano independiente por Huelva en las de 1918 y 1919, gracias a su fama por haber defendido en juicio a los trabajadores de las minas de Riotinto. En 1920 fue organizador del Congreso de Democracia Republicana, que pretendía la unificación de todas las fuerzas republicanas.
Participó en la Sanjuanada de 1926 contra la dictadura de Primo de Rivera como enlace del comité de la CNT en Gijón, y en enero de 1929 participó en la conspiración abortada de José Sánchez Guerra.
Desde agosto de 1930 presidió el Partido Republicano Democrático Federal, imprimiéndole una orientación obrerista dirigida a la busca del voto anarcosindicalista, lo que le valió obtener un escaño por Oviedo en las elecciones generales españolas de 1931, pero que a la larga provocaría una escisión encabezada por José Franchy y Roca. Durante las Cortes Constituyentes formó un grupo que se hizo notar por su política demagógica y antigubernamental: los jabalíes. También fue miembro del Socorro Rojo Internacional, y en condición de tal fue abogado de los insurrectos libertarios de Aragón y La Rioja de diciembre de 1933 y de los participantes a los sucesos de Turón durante la revolución de Asturias de 1934.
En 1933 intentó la reunificación del Partido Republicano Federal, pero su postura contraria a colaborar con Manuel Azaña dividió nuevamente el partido. En 1935 fue nombrado nuevamente cabeza de los federales y firmó un acuerdo de colaboración con el Partido Sindicalista de Ángel Pestaña, pero la constitución del Frente Popular rompió el acuerdo.
Iniciada la Guerra Civil a finales de agosto fue enviado por la CNT a la Oficina Jurídica instalada en el Palacio de Justicia de Barcelona, que había sido ocupado por milicias anarquistas, desde donde organizó tribunales populares y justicia revolucionaria que provocaron su enfrentamiento con Santiago Gubern, presidente del Tribunal de Casación de Cataluña, y Lluís Companys, presidente de la Generalidad de Cataluña, de tal manera que la disolvieron en noviembre de 1936. El ministro de Justicia, el anarquista Juan García Oliver, lo propuso para fiscal general de la República, pero el presidente Manuel Azaña vetó el nombramiento. En septiembre de 1937 el gobierno republicano lo acusó de apropiarse de 8 millones de pesetas durante el tiempo que estuvo a la cabeza de la Oficina Jurídica. Aunque el Tribunal Supremo lo absolvió, se pasó el resto de la guerra en prisión. Hacia el final de la contienda enfermó y fue internado en un hospital penal.
Tras la caída de Barcelona a manos de las tropas franquistas, el 7 de febrero de 1939 fue sometido a consejo de guerra sumarísimo, condenado a muerte y fusilado tres días después. Otros testimonios afirman que fue ejecutado en el garrote vil. Fue enterrado en una fosa común.
Primer traductor en español de la obra de François Rabelais, fue nombrado caballero de la Legión de Honor en Francia (1910). Fue primo del político riojano Juan Barriobero y Armas, barón de Río Tovía.[cita requerida]

## Obras

### Novelas
- Guerrero y algunos episodios de su vida milagrosa: novela documentaria Madrid : Librería de Pueyo, 1906.
- Syncerasto, el parásito (1908), novela histórica.
- Vocación. Novela documentaria. Madrid: Librería de Pueyo, 1909.
- Como los hombres. Madrid: Juan Pueyo, 1923.
- Historia ejemplar y atormentada del caballero de la mano en el pecho (1928) y Madrid: Compañía Iberoamericana de Publicaciones, 1930.
- El airón de los Torre-Cumbre Madrid : Editorial Mundo Latino, 1929.
- Nuestra señora de la fatalidad  Madrid : Editorial Mundo Latino, 1927.
- Misterios del Mundo : (Boceto de novela, filosófica)  Madrid "Graphos" 1903.
- El hombre desciende del caballo : (Novela mimética). Madrid Juan Pueyo [1936-1939]
- El hermano Rajao, grado 33 : novela Madrid : [s.n.], 1924
- Chatarramendi el optimista ó la Policia de Botarotoff: Novela Madrid [s.n.] 1922

### Novelas cortas

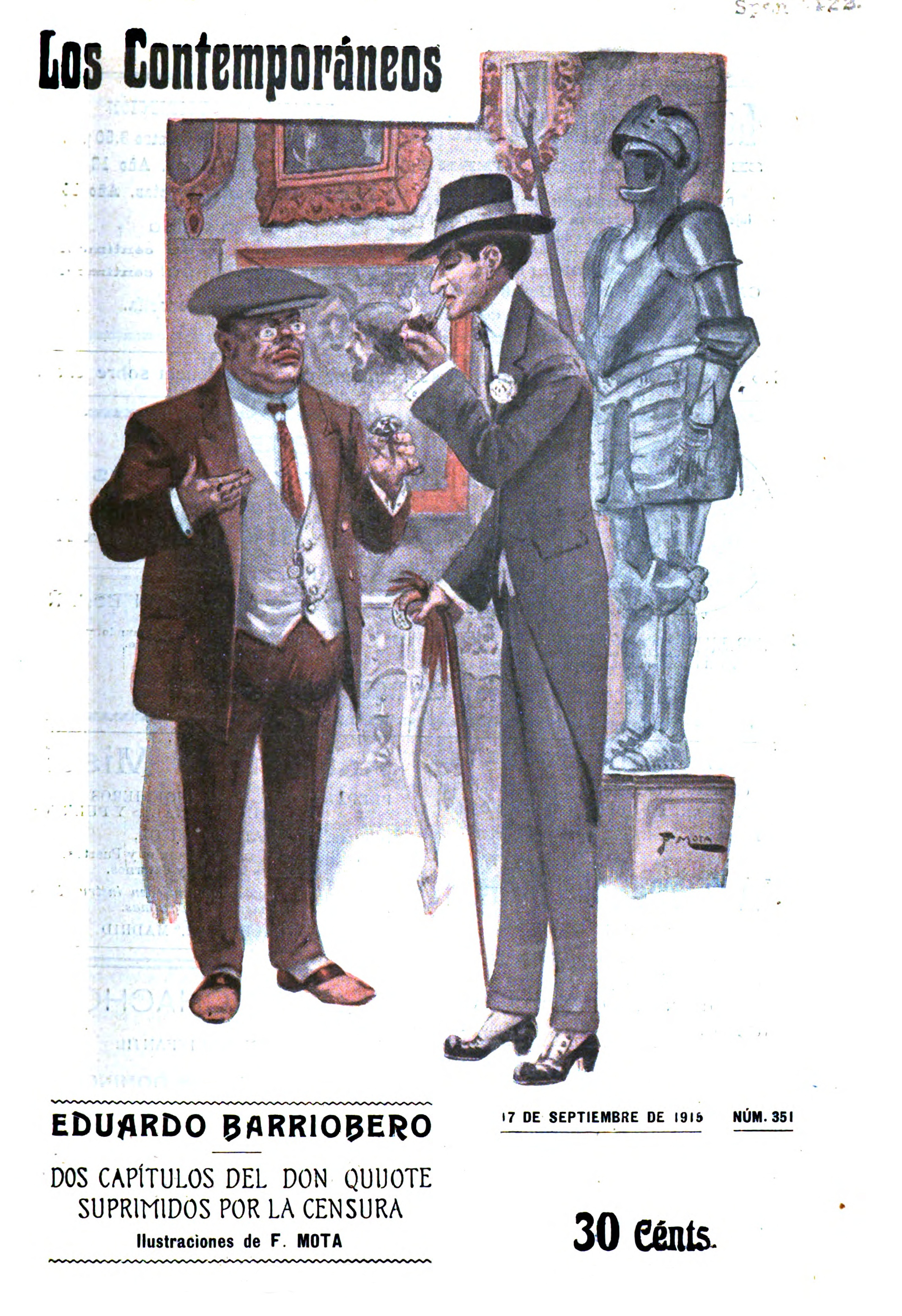
Dos capítulos del Don Quijote suprimidos por la censura (n.º 351 de Los Contemporáneos, 1915)

- Dos capítulos del Don Quijote suprimidos por la censura Madrid, 1915
- Matapán, el probo funcionario y otros verídicos relatos Madrid, Mundo Latino [s.f.]
- María o La hija de otro jornalero: novela Madrid: Prensa Gráfica, 1922.
- El maletín : novela. Barcelona : Vértice, [s.f.]
- Las ánimas benditas Madrid: Libertad, 1932 (La novela proletaria)
- La yugoeslava que me dió el retrato de su tío [Madrid] [s.n.] [1925], Los Contemporáneos, núm. 839
- El robo en la joyería de la calle Real [S.l.] [s.n.] 1913. El Libro Popular, núm. 19
- Ganémosle hoy... : historia mirífica y edificante de D. Celedonio Pérez Andorga Madrid : Sucesores de Rivadeneyra, 1922. La Novela de hoy (Sucesores de Rivadeneyra), 20
- Doguinitzio, el príncipe afgano Madrid Atlántida 1929. Novela de hoy, año 8, n. 383.
- El 606 Madrid : La Novela Roja, 1923
- Adelfa Madrid : El Cuento Galante, 1913.
- La cofradía de los mirones Madrid, 1911. El Cuento Semanal, núm. 231.
- Memorias del alguacil Buscavino : novela Madrid, 1923, Los Contemporáneos núm. 763.
- El robo de Zampahuevos Madrid : Editorial Moderna, 1923. Novela del domingo, núm. 9.

### Traducciones
- Roma galante bajo los Césares; Suetonius, secretario del emperador Adriano; primera versión directa al castellano, con un estudio biográfico-crítico del autor Madrid: Ginés Carrión, 1907 (es una trad. de la Vida de los doce césares de Suetonio).
- Trad. de Ovidio, El arte de amar Madrid, Comp. Iberoamericana de publicaciones, 1930
- Trad. directa, prólogo y notas de Luciano de Samosata, Los amores. El banquete. Subasta de filósofos. La danza. Madrid, Mundo latino 1931.
- Trad. de Thomas De Quincey, El asesinato, considerado como una de las bellas artes Madrid: Mundo Latino, s. a.
- Trad. de Georg Wilhelm Friedrich Hegel, Filosofía del espíritu Buenos Aires : Biblioteca Pluma de Oro, 1942.
- Trad. de Niccolò Machiavelli, Breviario de un hombre de Estado; instrucciones a un embajador y algunas obras inéditas hasta el día
- Trad. de François Rabelais, Gargantúa  Madrid [s.n.] 1910
- Trad. de François Rabelais, Pantagruel, rey de los Dipsodas : tomo III de las obras completas Madrid : Manuel Aguilar, [1923?]
- Trad. de F. Rabelais, Gargantúa y Pantagruel: hechos y dichos heroicos del buen Pantagruel, Rey de los Dipsodas Madrid [J. Pueyo] [1923]
- Trad. de Bonaventure des Périers, Cymbalum mundi Madrid : Mundo latino, 1930.
- Versión de Fedor Dostoievski, Bufón, el burgués y otros ensayos. Madrid : Comp. iberoamericana de publicaciones Mundo Latino, [c. 1929]
- Trad. de Voltaire, La poesía épica y el gusto de los pueblos Madrid: Ginés Carrión, 1906.
- Trad. de Juan de Mariana, Del rey y de la institución de la dignidad real Buenos Aires : Editorial Partenon, 1945.
- Trad. de Guido da Verona, Una aventura de amor en Teherán Santiago : [s.n.], 1933.
- Trad. de Johann Wolfgang von Goethe, La serpiente verde : novela ; Satyros : poema dramático Madrid : Alejandro Telémaco, s. a.
- Trad. de Kalyanamalla, Ananga-Ranga : Tratado indio de Erotología Madrid: Galo Sáez, 1931.

### Ediciones
- Ed. de Juan de Mariana, Tratado de las cosas íntimas de la Compańía de Jesús Madrid : Mundo Latino, Comp. Ibero-americana de Publs., 1931
- Ed. de Francisco de Quevedo, Doctrinal de Quevedo : de los reyes, de los ministros, de la guerra, de la justicia, de la mujer, del pueblo Madrid : Mundo Latino, 1930.
- Galantería sagrada : antología de lindezas, que para la mujer, brotaron de los labios de algunos santos padres de la Iglesia Católica, apostólica, romana Madrid : [s.n.], 1934
- Los viejos cuentos españoles, elegidos en las colecciones de Arguijo, Garibay, Pinedo y el duque de Frías. Madrid: Mundo latino 1930.
- Giovanni Boccaccio, Frailes, curas y monjas de Boccaccio : Antologia de cuentos eróticos Madrid [Galo Saez] 1932.
- Alfonso Martínez de Toledo, El Arcipreste de Talavera habla de los vicios de las malas mujeres y complexiones de los hombres : El Corbacho Madrid : Mundo latino, 1931.
- Episodios rabelesianos : entresacados de las obras completas de Rabelais Madrid : Mundo Latino, 1930.
- Bernardino Fernández de Velasco y Pimentel, Deleite de la discreción y fácil escuela de la agudeza Madrid Mundo Latino 1932

### Biografías
- El Greco. Domenicos Theotocópulos. Biografía anecdótica Madrid: Sáez Hermanos, 1930.
- Don Emilio Castelar Madrid, Colón, 1930.

### Derecho
- Proceso de Cullera y la represión inquisitorial en España. Madrid : Imp. Artística Española, 1914.
- La legislación de Moisés: recopilada de varios libros antiguos y modernos Madrid : Alejandro Pueyo, sin año.
- El 606, Delito de multitudes
- Legislación del trabajo y de la jornada... Ordenación Madrid Galo Sáez 1931.
- Delitos de la multitud : notas y observaciones para un libro sobre la materia Madrid: Imp. de Galo Sáez, 1934.
- El divorcio y las leyes laicas de la república; Madrid, Impr. de G. Sáex, 1932
- Código penal de 1870: reformado según la ley de bases de septiembre de 1932 : corregido con arreglo a las disposiciones de la "Gaceta" de 24 de noviembre del mismo año Madrid : Imprenta de Galo Sáez, 1932.
- Proceso y ejecución de Luis XVI Madrid : Mundo latino, 1931
- Defensa de Rafael Sancho Alegre, en la causa que se le siguió por el delito de regicidio frustrado. Madrid : Pueyo, 1913.
- El Proceso de Altos Hornos : Conferencia explicada en el Ateneo de Madrid Madrid [s.n.] [s.a.
- Recop. Toda la legislación electoral para diputados y concejales. Madrid : Galo Sáez, 1933.
- Los Delitos sexuales en las viejas leyes españolas Madrid: Mundo Latino, 1930
- Recop. Legislación hipotecaria Madrid : [s.n.], 1931
- Recop. Leyes del timbre y derechos reales  Madrid : Imprenta de Galo Sáez, 1932.
- Recop. Toda la legislación agraria de la República  Madrid [s.n.] 1933
- Recop. Código de Comercio Madrid Galo Sáez 1931.
- Recop. Todas las leyes políticas Madrid Galo Saez 1931.
- Recop. Toda la Legislación sobre Accidentes del Trabajo en la Industria y en la Agricultura Madrid Galo Sáez 1933.
- Recop. El abogado del obrero : recopilación de leyes referentes a la clase obrera Sevilla : Casa de la Vega, 1932.

### Ensayo
- Lo que debe saber todo buen republicano (1903)
- Cervantes de levita ; Nuestros libros de caballería : dos ensayos de crítica Madrid : Vicente Balmaseda, 1905.
- Lo que será la República Federal: recopilación y comentarios. Resumen y divulgación del pensamiento de D. Francisco Pi y Margall... Madrid : Consejo Nacional del Partido, Impr. de Galo Sáez, 1931.
- Como está Europa noticia de un viaje al través de varias repúblicas y una monarquía (Francia, Alemania, Austria, Checoeslovaquia, Yugoeslavia e Italia). Madrid, Editorial Pueyo [1921]
- De Cánovas a Romanones, Madrid : A. Marzo, 1916.
- Retrato de los Jesuitas: Hecho al natural por los más sabios y los más ilustres hombres católicos de la iglesia y del estado. Madrid, Mundo Latino [1931]
- El libro de la fiesta nacional : preceptiva, cronistas, censores Madrid : Mundo Latino, Compañía Iberoamericana de Publicaciones, 1931
- La Francmasonería. Sus apologistas y sus detractores (1935)
- Un tribunal revolucionario. Cuenta rendida por el que fue su presidente (1937). Hay edición moderna con el título Memorias de un tribunal revolucionario, Barcelona : Hacer, 1986.
- La sonrisa de Themis : (anecdotario forense) Madrid: Galo Sáez, 1929. Facsímil moderno: Valladolid: Maxtor, 2012.
- La sonrisa de Esculapio : anecdotario médico Madrid : Mundo latino, 1931.
- Palabras de un incrédulo : El problema clerical en el Parlamento Madrid [s.n.] 1931

### Teatro
- Don Quijote y Sancho Panza : Opera cómica Con música del maestro Teodoro San José. Madrid: R. Velasco, 1905.
- Con música del maestro Teodoro San José, Argumento y cantables de Don Quijote de la Mancha: comedia lírica... Madrid [s.n.] 1916 ..
- Juerga y doctrina : zarzuela en un acto y cuatro cuadros Madrid : Sociedad de Autores Españoles, 1908